# Діммуборгір

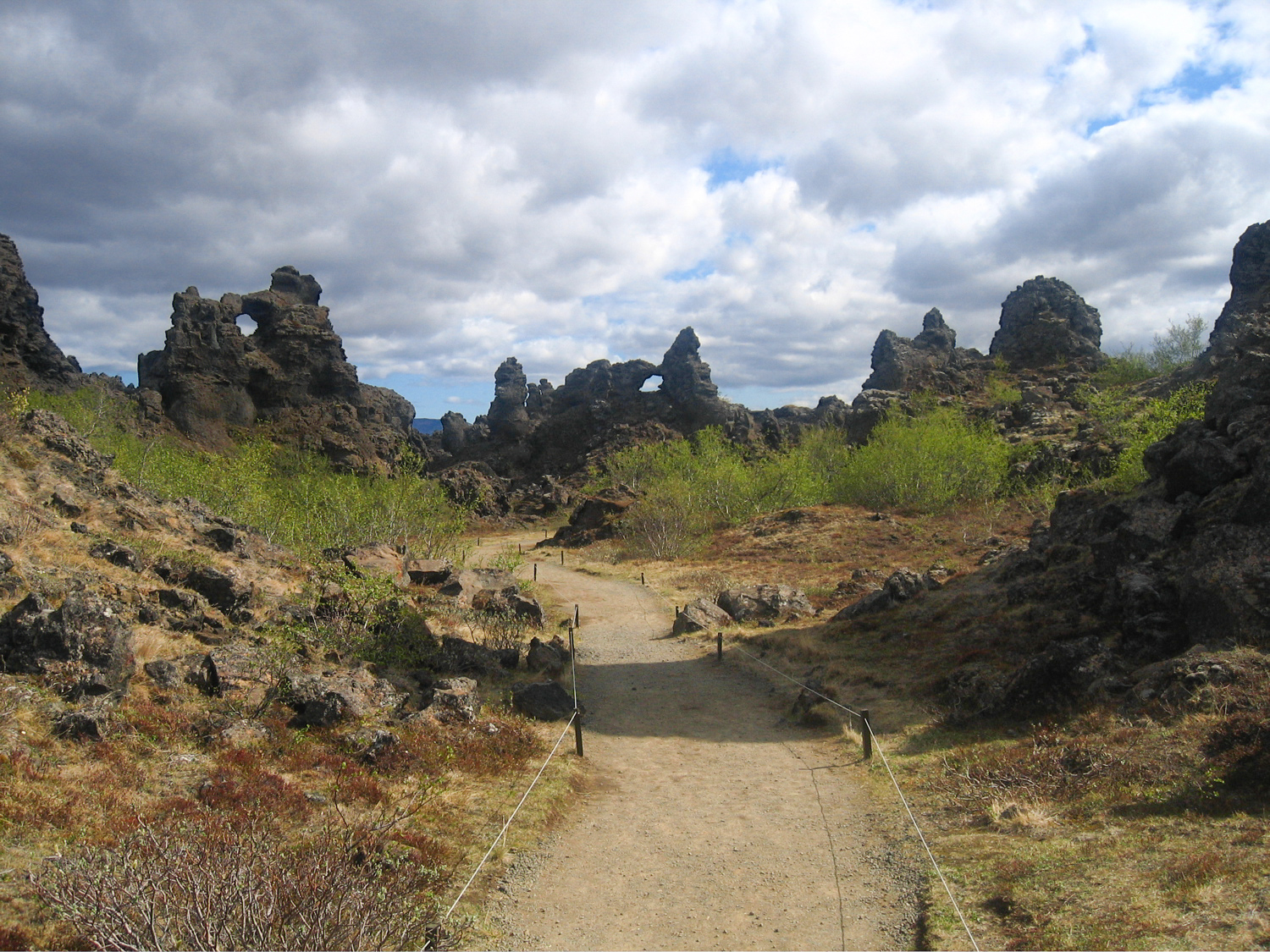
«Темні замки» Діммуборгіра.

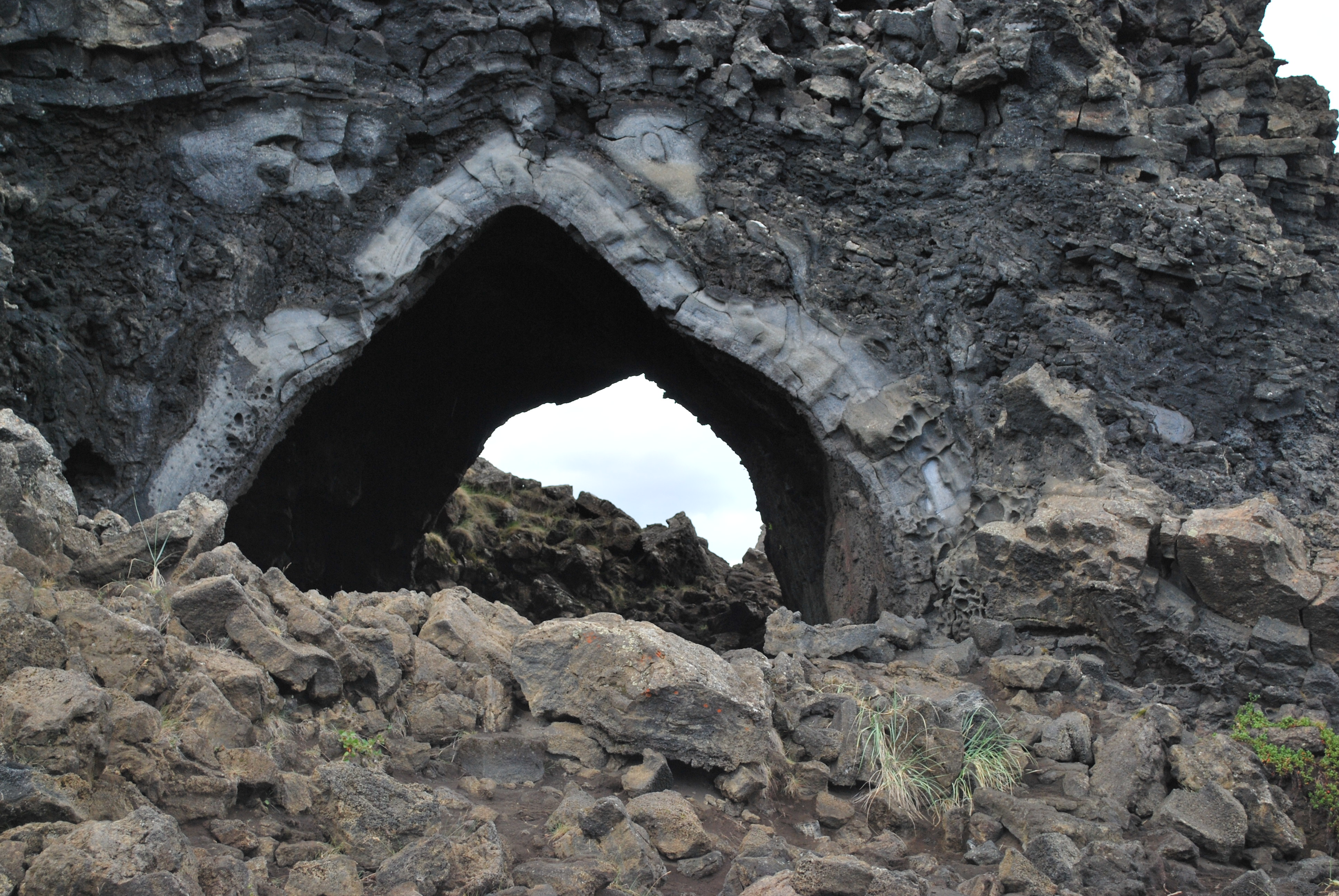
Лавовий тунель.

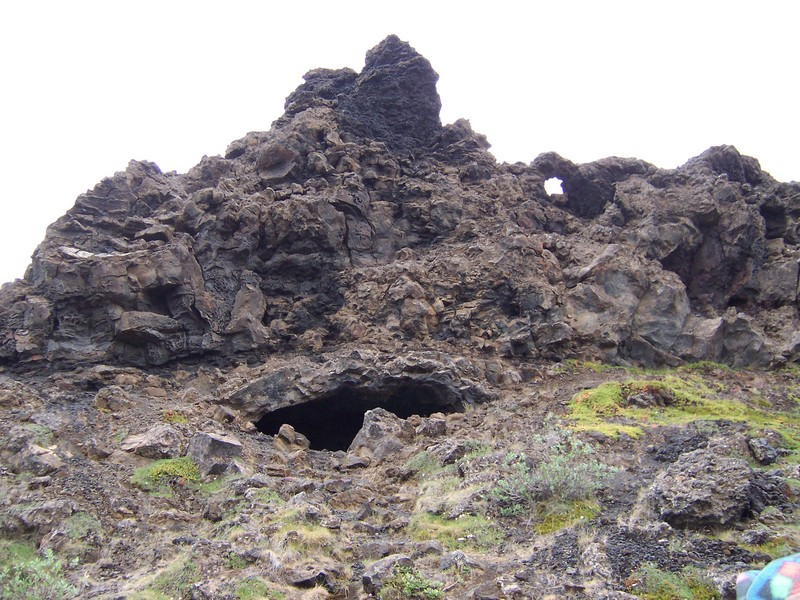
Скелі-замки.

Діммуборгір (ісл. Dimmuborgir, від Dimmu — «темний», Borgir — «міста», «фортеці») — лавове плато на схід від озера Міватн в Ісландії. Дивовижні форми скель нагадують старі руїни замків та веж. У ісландської міфології Діммуборгір розглядається як місце помешкання ельфів і тролів.
Неподалік на північний схід лежить кратер вулкана Гверфялл (ісл. Hverfjall).
Діммуборгір — одна з найпопулярніших природних туристичних пам'яток Ісландії.